# Arlington (Oregon)
Pour les articles homonymes, voir Arlington.
La ville américaine d’Arlington est située dans le comté de Gilliam, dans l’État de l’Oregon. Elle comptait 586 habitants lors du recensement de 2010.

## Démographie
| Groupe            | Arlington | Oregon | États-Unis |
| ----------------- | --------- | ------ | ---------- |
| Blancs            | 93,2      | 83,7   | 72,4       |
| Autres            | 2,6       | 5,3    | 6,2        |
| Océaniens         | 2,2       | 0,4    | 0,2        |
| Amérindiens       | 1,0       | 1,4    | 0,9        |
| Métis             | 0,7       | 3,8    | 2,9        |
| Asiatiques        | 0,2       | 3,7    | 4,8        |
| Afro-Américains   | 0,2       | 1,8    | 12,6       |
| Total             | 100       | 100    | 100        |
|                   |           |        |            |
| Latino-Américains | 6,7       | 11,8   | 17,37      |

Selon l'American Community Survey, pour la période 2011-2015, 89,40 % de la population âgée de plus de 5 ans déclare parler anglais à la maison, alors que 8,83 % déclare parler l'espagnol, 1,06 % l'italien et 0,71 % le russe.

## Source
- (en) Cet article est partiellement ou en totalité issu de l’article de Wikipédia en anglais intitulé « Arlington, Oregon » (voir la liste des auteurs).

1. ↑  (en) « Arlington, OR Population - Census 2010 and 2000 », sur censusviewer.com.
2. ↑  (en) « Population of Oregon - Census 2010 and 2000 », sur censusviewer.com.
3. ↑  (en) « Language spoken at home by ability to speak english for the population 5 years and over », sur factfinder.census.gov.